# Hautes-Terres méridionales
Pour les articles homonymes, voir Hautes Terres du sud.
Hautes-Terres méridionales est une province de la Papouasie-Nouvelle-Guinée appartenant à la région des Hautes-Terres.

## Organisation territoriale
La capitale est Mendi.
Il y a cinq districts dans la province. Chaque district a une ou plusieurs zones de gouvernement local.
| District                 | Capitale du district | Zones de gouvernement local |
| ------------------------ | -------------------- | --------------------------- |
| District d'Ialibu-Pangia | Ialibu               | East Pangia Rural           |
| District d'Ialibu-Pangia | Ialibu               | Ialibu Urban                |
| District d'Ialibu-Pangia | Ialibu               | Kewabi Rural                |
| District d'Ialibu-Pangia | Ialibu               | Wiru Rural                  |
| District d'Imbonggu      | Imbonggu             | Ialibu Basin Rural          |
| District d'Imbonggu      | Imbonggu             | Imbonggu Rural              |
| District d'Imbonggu      | Imbonggu             | Lower Mendi Rural           |
| District de Kagua-Erave  | Kagua                | Erave Rural                 |
| District de Kagua-Erave  | Kagua                | Kagua Rural                 |
| District de Kagua-Erave  | Kagua                | Kuare Rural                 |
| District de Kagua-Erave  | Kagua                | Aiya Rural                  |
| District de Mendi-Munihu | Mendi                | Karints Rural               |
| District de Mendi-Munihu | Mendi                | Lai Valley Rural            |
| District de Mendi-Munihu | Mendi                | Mendi Urban                 |
| District de Mendi-Munihu | Mendi                | Upper Mendi Rural           |
| District de Nipa-Kutubu  | Nipa                 | Lake Kutubu Rural           |
| District de Nipa-Kutubu  | Nipa                 | Mount Bosavi Rural          |
| District de Nipa-Kutubu  | Nipa                 | Nembi Plateau Rural         |
| District de Nipa-Kutubu  | Nipa                 | Nipa Rural                  |
| District de Nipa-Kutubu  | Nipa                 | Poroma Rural                |

Les autorités nationales ont déclaré l'état d'urgence dans cette province en juin 2018. À la suite de la contestation d'élections, le gouvernement avait envoyé des militaires, mais ils se sont retrouvés face à des foules armées.